# Warszawa Jelonki
Warszawa Jelonki – stacja węzłowa powstała w 1951 roku. Posiada przeznaczenie towarowe. Stacja posiada 4 tory główne. W 2010 roku część układu torowego przeszła wymianę nawierzchni i semaforów. Docelowo stacja ma być zdalnie sterowana ze stacji Warszawa Główna Towarowa. W latach 70. i 80. przez stację przejeżdżały pociągi międzynarodowe.